# Gustaf Dyrssen
Gustaf Peder Wilhelm Dyrssen (* 24. November 1891 in Stockholm; † 13. Mai 1981 in Kungsängen) war ein schwedischer Generalleutnant und Sportler, der im Modernen Fünfkampf und im Fechten Erfolge feiern konnte.
Dyrssen nahm erstmals 1920 an den Olympischen Spielen teil und holte die Goldmedaille im Modernen Fünfkampf. Vier Jahre später holte er in derselben Disziplin die Silbermedaille, Gold ging an seinen Landsmann Bo Lindman. Dyrssen nahm 1924 außerdem beim Fechten im Degenwettbewerb teil, konnte aber mit der Mannschaft keine Medaille gewinnen. Außerdem nahm er 1928 im Degeneinzel und mit der Mannschaft an den Olympischen Spielen teil, konnte aber auch in Amsterdam keine Medaille gewinnen. Erst bei den Olympischen Spielen 1936, an der er wieder im Einzel und mit der Mannschaft an den Degenwettbewerben teilnahm, konnte er mit der Mannschaft die Silbermedaille gewinnen.
Von 1936 bis 1940 war er Präsident des Schwedischen Fechtverbandes sowie von 1949 bis 1960 Präsident des Internationalen Modernen Fünfkampf-Verbandes, der Union Internationale de Pentathlon Moderne (UIPM), die er 1948 zusammen mit Sven Thofelt gründete.

## Weblink
- Gustaf Dyrssen in der Datenbank von Olympedia.org (englisch)

| Personendaten    | Personendaten                                           |
| ---------------- | ------------------------------------------------------- |
| NAME             | Dyrssen, Gustaf                                         |
| ALTERNATIVNAMEN  | Dyrssen, Gustaf Peder Wilhelm (vollständiger Name)      |
| KURZBESCHREIBUNG | schwedischer Sportler, Moderner Fünfkämpfer und Fechter |
| GEBURTSDATUM     | 24. November 1891                                       |
| GEBURTSORT       | Stockholm                                               |
| STERBEDATUM      | 13. Mai 1981                                            |
| STERBEORT        | Kungsängen                                              |